# Bothrogonia rectia
Bothrogonia rectia är en insektsart som beskrevs av Yang et Li 1980. Bothrogonia rectia ingår i släktet Bothrogonia och familjen dvärgstritar. Inga underarter finns listade i Catalogue of Life.